# Invito all'inferno
Invito all'inferno (Invitation to Hell) è un film TV del 1984, diretto dal regista Wes Craven. Nel 1984 il film ottenne una nomination al Primetime Emmy Awards.

## Trama
Matt Winslow e la sua famiglia si trasferiscono nella città di Warm Springs per cominciare una nuova vita. Purtroppo la vita da sogno che si erano prefissati sarà presto funestata da una serie di eventi misteriosi.